# Mozes en Aäronstraat

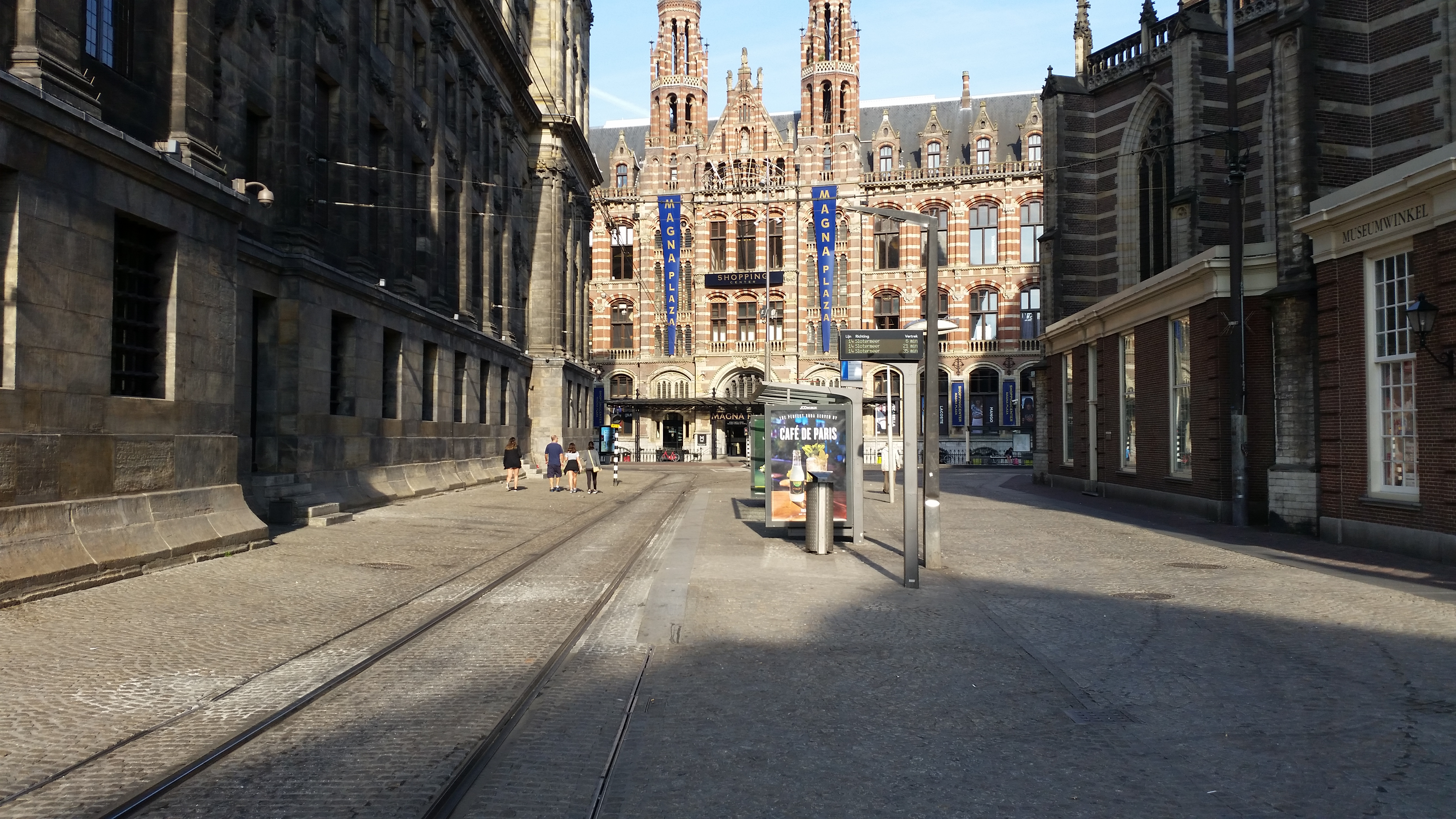
Tram halte Mozes en Aronstraat

De Mozes en Aäronstraat is een korte straat in het centrum van Amsterdam. De straat loopt van oost naar west en begint bij de Dam ter hoogte van de Eggertstraat vlak bij de Nieuwendijk. Vervolgens loopt de straat met een flauwe bocht door tot de Nieuwezijds Voorburgwal.
Een markant gebouw aan de straat is het Paleis op de Dam dat met de linkerzijde aan de straat grenst en daar twee dienstingangen heeft. De Mozes en Aäronstraat loopt langs de noordzijde van het Paleis langs. Een ander markant gebouw aan de straat is de Nieuwe Kerk die aan de noordzijde van de straat is gelegen. De Paleisstraat loopt langs de andere kant van het paleis aan de zuidzijde.
Tramlijn 14 reed van 1915-1942 en van 1982-2018 in één richting aan de linkerzijde vlak langs het paleis door de straat richting Raadhuistraat en had na de herprofilering van de Dam een halte in de straat in plaats van op de Dam bij de Nieuwedijk. Ook voor het overige verkeer is het een eenrichtingstraat. Oorspronkelijk was de rijrichting echter omgekeerd.
De straat is vernoemd naar de oudtestamentische figuren Mozes, leider tijdens de Israëlische uittocht uit Egypte en Aäron, hoofd van de priesterschap. De straat is gelegen tussen het voormalige stadhuis dat in 1808 het koninklijk paleis werd (wereldlijk gezag Mozes) en de Nieuwe Kerk (geestelijk gezag Aäron). De datum dat de straat deze naam kreeg is niet bekend. In 1942 (tijdens de bezetting in de tweede wereldoorlog) werd de straatnaam gewijzigd in Poststraat. Ook veel andere namen van Amsterdamse straten en parken die naar joden of toen nog levende leden van het koninklijk huis verwezen werden toen aangepast. Deze naamsverandering werd vlak na de bevrijding teruggedraaid, op 18 mei 1945.